# 同文堂
同文堂，始于清朝同治年间，以毛笔的纯手工制作技艺知名，位于潍坊昌邑市，是山东省级非物质文化遗产，参加过多次进博会。
2000年代始，因为电子计算机等科技的普及，毛笔产量过剩，销量大幅下降，同文堂濒临歇业，2013年，在中国国家教育部将书法教育将纳入中小学教学体系后，情况才得以改善。新冠疫情期间，受疫情影响，同文堂停工停产，毛笔销售再次遭遇瓶颈，依靠贷款才暂度难关。 